# Las Tablas (stacja metra)
Las Tablas – stacja metra w Madrycie, na linii 10. Znajduje się w dzielnicy Fuencarral-El Pardo, w Madrycie i zlokalizowana jest pomiędzy stacjami Ronda de la Comunicación i Montecarmelo. Została otwarta 26 kwietnia 2007.